# 다케자와 가즈토
다케자와 가즈토(일본어: 武沢 一翔, 1999년 10월 27일~)는 일본의 축구 선수이다.

## 구단 경력
그는 2022년 J2리그의 FC 류큐에 입단했다. 2022년후 J3리그에 강등했다. 2024년까지 79경기에 출전하여, 3득점을 넣었다. 2025년 일본 풋볼 리그의 베르스파 오이타로 이적했다.